# Kwasy (przystanek kolejowy)
Kwasy (ukr. Кваси) – przystanek kolejowy w miejscowości Kwasy, w rejonie rachowskim, w obwodzie zakarpackim, na Ukrainie. Położony jest na linii Delatyn – Diłowe.

## Historia
Dawniej stacja kolejowa. Istniała przed II wojną światową. W okresie przynależności do Czechosłowacji nosiła nazwę Kvasy. Przebudowana do przystanku w latach 1994-1995.